# Babiná
Babiná (in ungherese Bábaszék, in tedesco Frauenstuhl) è un comune della Slovacchia facente parte del distretto di Zvolen, nella regione di Banská Bystrica.